# Sprawności zuchowe
Sprawności zuchowe – odpowiednik sprawności harcerskich, zdobywany przez zuchy. Są wyrazem zdobytej wiedzy i umiejętności w danym zakresie. W przeciwieństwie do sprawności harcerskich, są zdobywane głównie w sposób zespołowy.
Celem ich wprowadzenia była potrzeba wspomagania rozwoju fizycznego, umysłowego, społecznego i duchowego zuchów. Ponadto, umożliwiają poszukiwanie nowych zainteresowań i rozwój tych znanych, ułatwiają ocenę zaangażowania zucha we własny rozwój oraz motywują do pracy nad sobą

## Metodyka
Sprawności zuchowe można zdobywać zespołowo. W takim trybie zdobywaniu sprawności należy uwzględnić:
- Podjęcie w Kręgu Rady decyzji o tym, w co się będziemy bawić, czyli o wyborze sprawności,
- Zaangażowanie danego zucha w zajęcia,
- Indywidualne przyznanie sprawności każdemu zuchowi - decydują o tym wszystkie zuchy wraz z przybocznymi i drużynowym w Kręgu Rady,
- Obrzędowe nadanie sprawności połączone z wręczeniem znaczka sprawności.

Natomiast indywidualne zdobycie sprawności polega na:
- Wybraniu przez zucha sprawności i wspólne ustalenie z drużynowym lub przybocznym zadań wynikających z jej programu,
- Wykonanie ustalonych zadań. Realizacja tych zadań jest wspierana przez drużynowego lub przybocznego w zależności od potrzeb zucha,
- Prezentację na zbiórce wybranych wspólnie z drużynowym zadań i podjęcie wspólnej decyzji w Kręgu Rady o przyznaniu sprawności.